# Singalo
Singalo, född 15 januari 2006, är en fransk varmblodig travhäst. Han tränades av Louis Baudron och kördes och reds oftast av Éric Raffin eller David Thomain.
Singalo började tävla 2008 och inledde med en galopp, för att sedan ta sin första seger i tredje starten. Han sprang under sin karriär in 1,2 miljon euro på 68 starter, varav 15 segrar, 4 andraplatser och 3 tredjeplatser. Han tog karriärens största segrar i Prix de Cornulier (2013).
Han vann även Prix Cenéri Forcinal (2010), Prix Olry-Roederer (2010), Prix Philippe du Rozier (2010), Prix Paul Bastard (2011), Prix Louis Forcinal (2011), Prix Jean Gauvreau (2011), Prix Victor Cavey (2011), Prix Xavier de Saint Palais (2011), Prix Edmond Henry (2012) och Prix de l'Île-de-France (2013). Han kom även på andraplats i Prix Jules Lemonnier (2013) och på tredjeplats i Prix Auguste François (2012).

## Statistik
| Statistik för Singalo (Ref.) | Statistik för Singalo (Ref.) | Statistik för Singalo (Ref.) | Statistik för Singalo (Ref.) | Statistik för Singalo (Ref.) | Statistik för Singalo (Ref.) |
| ---------------------------- | ---------------------------- | ---------------------------- | ---------------------------- | ---------------------------- | ---------------------------- |
| Starter                      | Placeringar                  | Startprissumma               | Segerprocent                 | Platsprocent                 | Rekord                       |
| 68                           | 15-4-3                       | 1 171 620 euro               | 22 %                         | 32 %                         | 1.11,2ak,                    |

### Större segrar
| År   | Lopp                        | Kusk          | Vinstbelopp | Grupp   |
| ---- | --------------------------- | ------------- | ----------- | ------- |
| 2010 | Prix Cenéri Forcinal        | Éric Raffin   | 55 000 EUR  | Grupp 2 |
| 2010 | Prix Olry-Roederer          | Éric Raffin   | 55 000 EUR  | Grupp 2 |
| 2010 | Prix Philippe du Rozier     | Éric Raffin   | 55 000 EUR  | Grupp 2 |
| 2011 | Prix Paul Bastard           | Éric Raffin   | 55 000 EUR  | Grupp 2 |
| 2011 | Prix Louis Forcinal         | Éric Raffin   | 55 000 EUR  | Grupp 2 |
| 2011 | Prix Jean Gauvreau          | Éric Raffin   | 55 000 EUR  | Grupp 2 |
| 2011 | Prix Victor Cavey           | Éric Raffin   | 55 000 EUR  | Grupp 2 |
| 2011 | Prix Xavier de Saint Palais | Éric Raffin   | 55 000 EUR  | Grupp 2 |
| 2012 | Prix Edmond Henry           | Éric Raffin   | 60 000 EUR  | Grupp 2 |
| 2013 | Prix de Cornulier           | David Thomain | 350 000 EUR | Grupp 1 |
| 2013 | Prix de l'Île-de-France     | David Thomain | 100 000 EUR | Grupp 1 |